# Bereznehuvatský rajón
Bereznehuvatský rajón (ukrajinsky Березнегуватський район) byl rajón v Mykolajivské oblasti na Ukrajině. Hlavním městem bylo Bereznehuvate a rajón měl přibližně 20 tisíc obyvatel. 

## Sídla v rajónu
- Bereznehuvate